# Patty Pravo
Patty Pravo, s pravim imenom Nicoletta Strambelli, italijanska pevka pop glasbe, * 9. april 1948, Benetke, Italija.
Patty Pravo je odraščala v beneški meščanski družini. Svojo glasbeno izobraževanje je pričela na konservatoriju Benedetto Marcello. Pri 15 letih je zapustila dom in se preselila v London ter kasneje v Rim, kjer je pričela s svojo pevsko kariero v sloviti diskoteki Piper Club. Leta 1966 je izdala svoj prvi singel Ragazzo Triste (Žalosten deček), ki je postala velika uspešnica. Gre za priredbo pesmi But You're Mine, ki jo je v izvirnilu pel Sonny Bono.
V prihodnjih letih je posnela številne pesmi; med najuspešnejšimi so Qui e là, Se Perdo Te (1967), La Bambola (1968), Sentimento (1968), Tripoli '69 (1969), Il Paradiso (1969), Pazza Idea (1973), Pensiero Stupendo (1978), "... E dimmi che non voui morire" (Sanremo 1997); "E io verro un giorno la" (Sanremo 2009), ...

## Diskografija
Patty Pravo je po celem svetu prodala več kot 110 milijonov plošč.
- 1968 - Patty Pravo
- 1969 - Concerto per Patty
- 1970 - Patty Pravo
- 1971 - Bravo Pravo
- 1971 - Di vero in fondo
- 1971 - Per aver visto un uomo piangere e soffrire Dio si trasformo' in musica e poesia
- 1972 - Si'...incoerenza
- 1973 - Pazza idea
- 1974 - Mai una signora
- 1975 - Incontro
- 1976 - Tanto
- 1976 - Patty Pravo
- 1978 - Miss Italia
- 1979 - Munich album
- 1982 - Cerchi
- 1984 - Occulte persuasioni
- 1989 - Oltre l'Eden
- 1990 - Pazza idea eccetera eccetera
- 1994 - Ideogrammi
- 1997 - Bye Bye Patty
- 1998 - Notti, guai e liberta
- 2000 - Una donna da sognare
- 2001 - Patty Live '99
- 2002 - Radio Station
- 2004 - Nic-unic
- 2008 - "Spero che ti piaccia... pour toi"
- 2009 - "Live Arena di Verona - Sold out"
- 2011 - Nella terra dei pinguini
- 2013 - Meravigliosamente Patty
- 2016 - Eccomi
- 2019 - Red

## Pesmi na festivalu San Remo
- 1970: La spada nel cuore (duet z Little Tony) - 5. mesto (133 glasov), nagrada novinarjev za najboljšo interpretacijo
- 1984: Per una bambola - 10. mesto (175.414 glasov), nagrada kritikov
- 1987: Pigramente signora - 20. mesto (300.072 glasov)
- 1990: Donna con te - umaknjena nekaj dni pred dogodkom
- 1995: I giorni dell'armonia - 20. mesto (8.486 glasov)
- 1997: ... E dimmi che non vuoi morire - finalistka, nagrada kritikov, nagrada za najboljšo glasbo
- 2002: L'immenso - 16. mesto (11.710 glasov)
- 2009: E io verrò un giorno là - finalistka, nagrada AFI
- 2011: Il vento e le rose - nefinalistka
- 2016: Cieli immensi - 6. mesto, nagrada kritikov
- 2019: Un po' come la vita (duet z Brigo) - 21. mesto

## Turneje
- 1969 - Patty Pravo Live 1969
- 1973 - Cantagiro 1973
- 1974 - Mai una signora Tour
- 1975 - Magico incontro Show
- 1976 - Patty Pravo Live 1976
- 1978 - Miss Italia Tour
- 1979 - Autostop Tour
- 1982 - Cerchi Tour
- 1984 - Occulte persuasioni Tour
- 1987 - Contatto Tour
- 1996 - Warm-Up Tour
- 1997 - Bye Bye Patty Tour
- 1998 - Notti, guai e libertà Tour
- 1999 - Patty Live '99
- 2001 - Rehearsal Tour
- 2002–2003 - Stupiscimi Tour
- 2004 - Nic Unic Tour
- 2005 - Patty Pravo Tour 2005
- 2006 - Tour della felicità
- 2008 - Sold Out - Promo Tour
- 2009 - Senza vergogna Tour
- 2010 - Senza vergogna Tour - Reprise
- 2011 - Nella terra dei pinguini Tour
- 2011–2012 - Club Tour
- 2013 - sulLa Luna Tour
- 2016 - Eccomi Tour